# Zvi Hecker
Zvi Hecker, héberül: צבי הקר (Krakkó, 1931. május 31. – Berlin, 2023. szeptember 24.) lengyelországi születésű izraeli építész, egyetemi tanár.

## Életútja
Tadeusz Hecker néven született Krakkóban. Lengyelországban és Szamarkandban nőtt fel. Építészeti tanulmányait a Krakkói Műszaki Egyetemen kezdte. 1950-ben vándorolt ki Izraelbe, ahol folytatta tanulmányait az Izraeli Műszaki Egyetemen (Technion) és 1955-ben diplomázott. A Technionban évfolyamtársa volt Eldar Sharon és tanára volt Alfred Neumann építész. 1955 és 1957 között festészetet tanult az Avni Művészeti Iskolában. 1957 és 1959 között az Izraeli Védelmi Erők (IDF) Hadimérnöki Hadtesténél szolgált.
Katonai szolgálata után építészeti céget alapított Eldar Sharonnal (1964-ig) és Alfred Neumann-nal (1966-ig). Az akkori izraeli gazdasági viszonyok lehetővé tették számukra, hogy viszonylag rövid idő alatt sok projekttel elkészüljenek, ami a nemzetközi figyelmet is felkeltette.  Közös munkáik közé tartozik az akzibi Mediterrane Sea Club (1960–1961), a Dubiner-ház (1963), a Hajím Laskov Tisztképző Iskola (1963–1967, Bahad 1), az Izraeli Védelmi Erők főtisztképző iskolája, majd később annak zsinagógája (1969–1971) és a Bat Jam-i városháza (1963–1969). Terveik sok pontban megegyeztek a metabolizmus mozgalommal, metaforikus alakzatokat kölcsönözve a természettől a morfológiai struktúrák tervezéséhez. Ezeknek az építményeknek a modularitása, mint például a Dubiner-ház, hatással volt Moshe Safdie Habitat 67 projektjére.
Tanított a kanadai Laval Egyetemen, az amerikai Texas Egyetemen, a St. Louis-i Washington Egyetemen, az Iowa Állami Egyetemen, az osztrák Bécsi Iparművészeti Egyetemen és a Technionon. Rendszeresen publikált írásokat munkásságáról. Többek között Peter Cookkal és John Hejdukkal írt közösen könyveket.
Berlinben és Tel-Avivban élt. Részt vett a németországi zsidó közösség életében és más nemzetközi projektek tervezésében. Lengyel, héber, német, arab, angol és francia nyelven beszélt.
2023. szeptember 24-én 92 éves korában hunyt el Berlinben.

## Művei (válogatás)
1958-tól adminisztratív épületeket és bevásárlóközpontokat tervezett elsősorban Izraelben és Németországban, de dolgozott Franciaországban, Hollandiában, az Egyesült Államokban, Kanadában és Iránban is.
- 1954: A függetlenségi háború emlékműve, Haifa
- 1970: Zsinagóga a Negev-sivatagban
- 1972: Zsinagóga a Ben-Gurion repülőtéren, Tel-Avivban
- 1982–87: Yoseph zsinagóga, Ramot, Jeruzsálem
- 1986: Művészeti Múzeum, Palm Springs, Kalifornia, Egyesült Államok
- 1990–95: Heinz Galinski Iskola (zsidó általános iskola), Berlin, Németország
- 1992: Anatol France Iskola, Drancy, Franciaország
- 1992–96: Palmach Történeti Múzeum, Ramat Aviv, Tel-Aviv
- 1996: Hadsereg Múzeum, Jeruzsálem
- 1996: „Az emlékezés helye”, Lindenstraße, Berlin, Németország (Micha Ullmannal(wd) és Eyal Weizmannal(wd) közösen).

A kreuzbergi zsidó közösségnek és a Lindenstrasße-i zsinagógájuknak állít emléket, amelyet 1891-ben Wilhelm Cremer és Richard Wolffenstein építészek (Cremer & Wolffenstein) terveztek. Egykor Berlin egyik legnagyobb vallási épülete volt, 1800 fő befogadóképességgel. A nácik tönkretették az 1938-as novemberi pogromban a kristályéjszakán. A lerombolt zsinagóga emlékműve létrehozása során az eredeti alaprajz szerint a padok helyét újrabetonozták, és ahol a bima állt, oda fákat ültettettek. A tervezők a padokat a Talmud lapjain szereplő mondatokként képzelték el.
- 1995–99: Zsinagóga és zsidó közösségi központ, Duisburg, Németország
- 1998: Városi könyvtár, Haifa
- 1999: Zsidó közösségi központ, Mainz, Németország

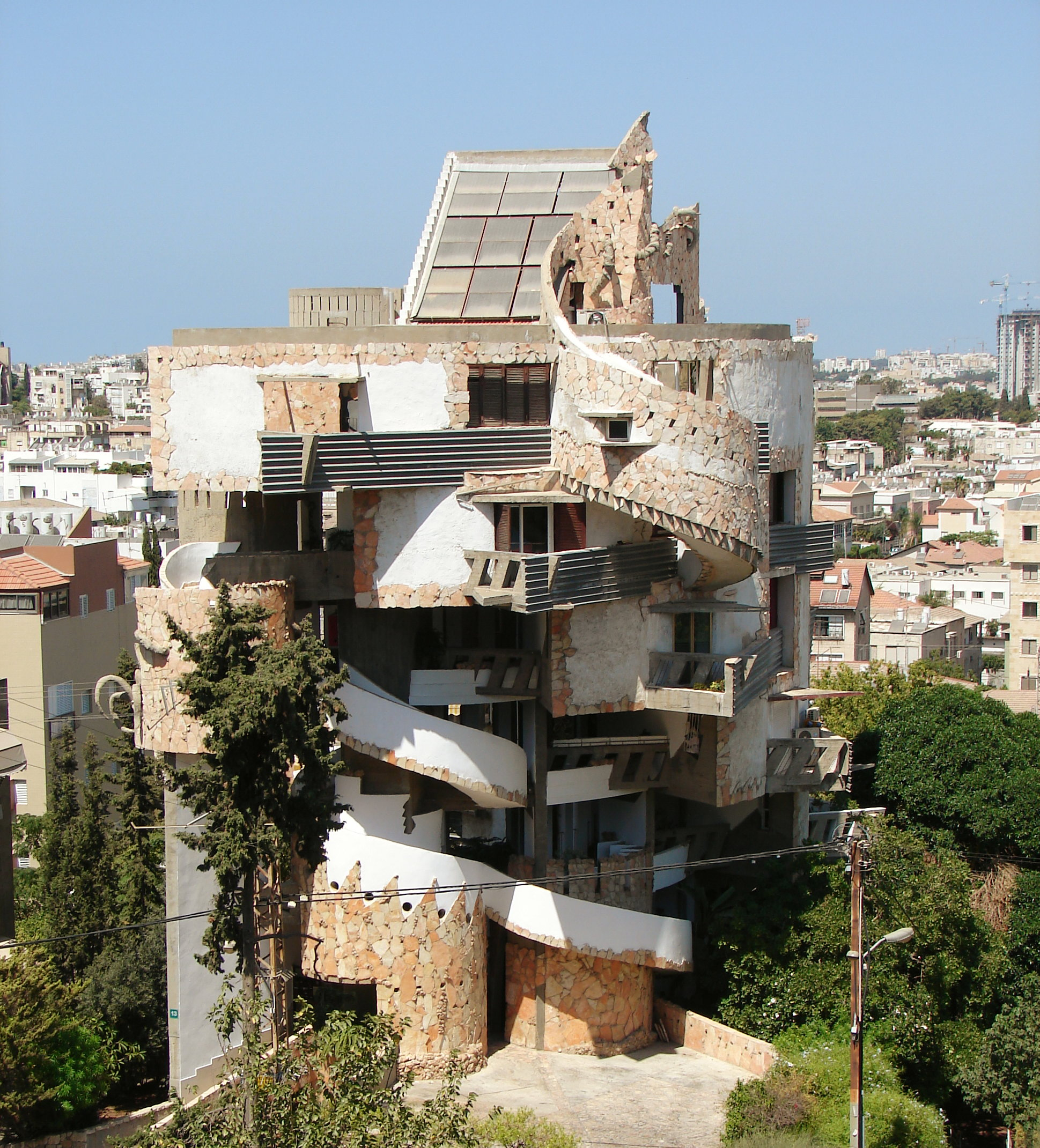
Spirális ház, Ramat Gan
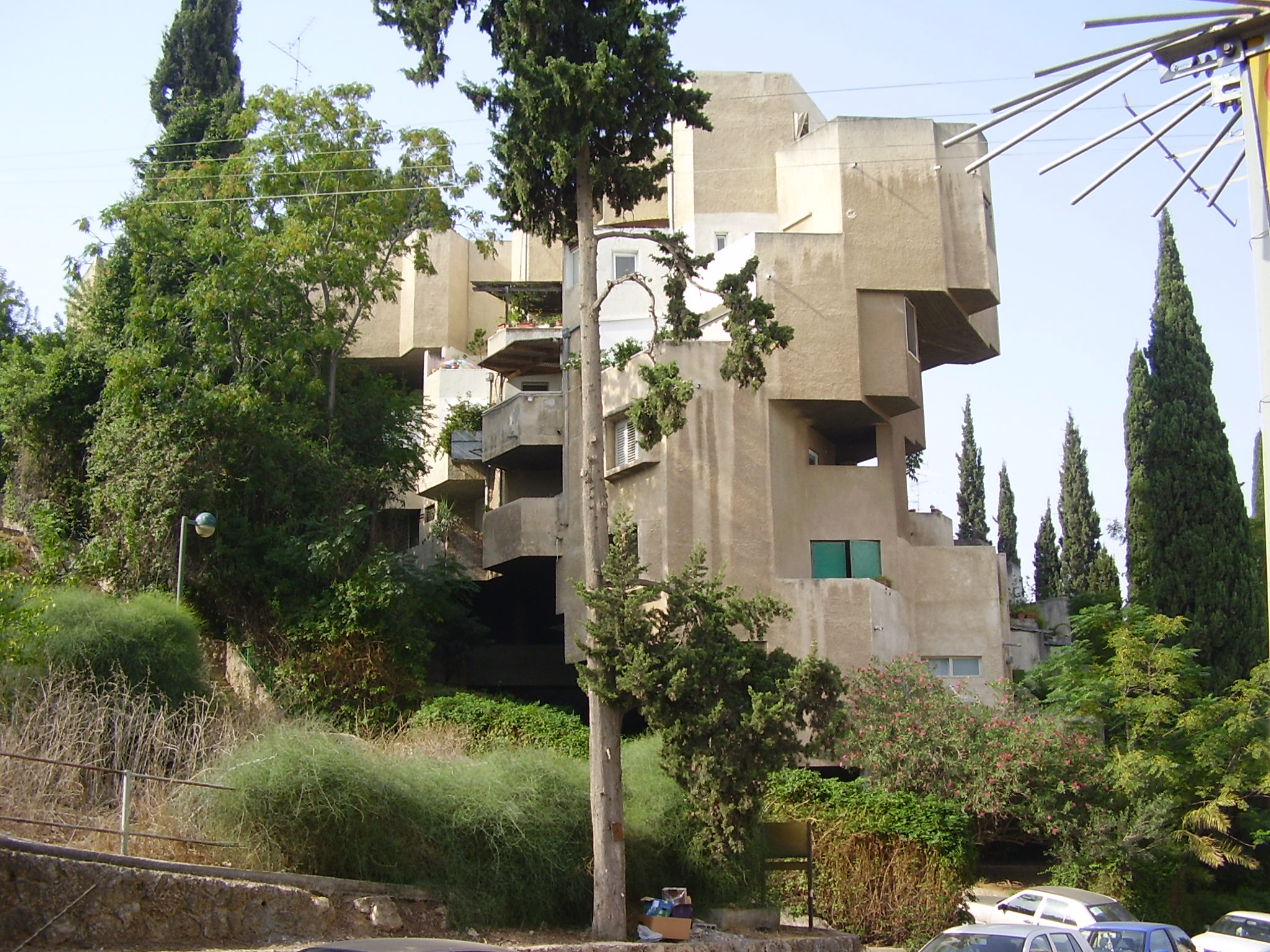
Dubiner-ház, Ramat Gan
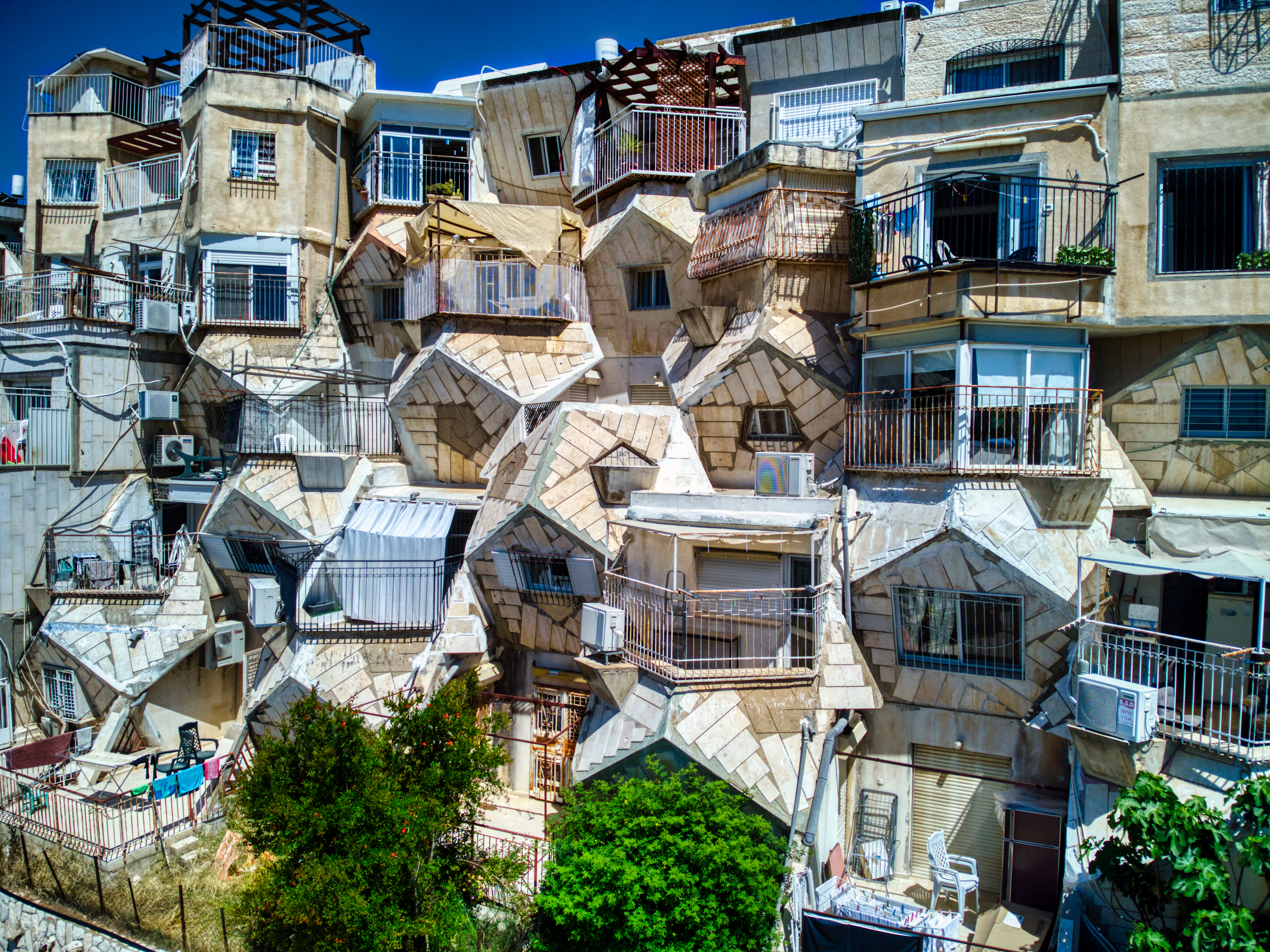
Lakóház, Ramot Polin(wd)
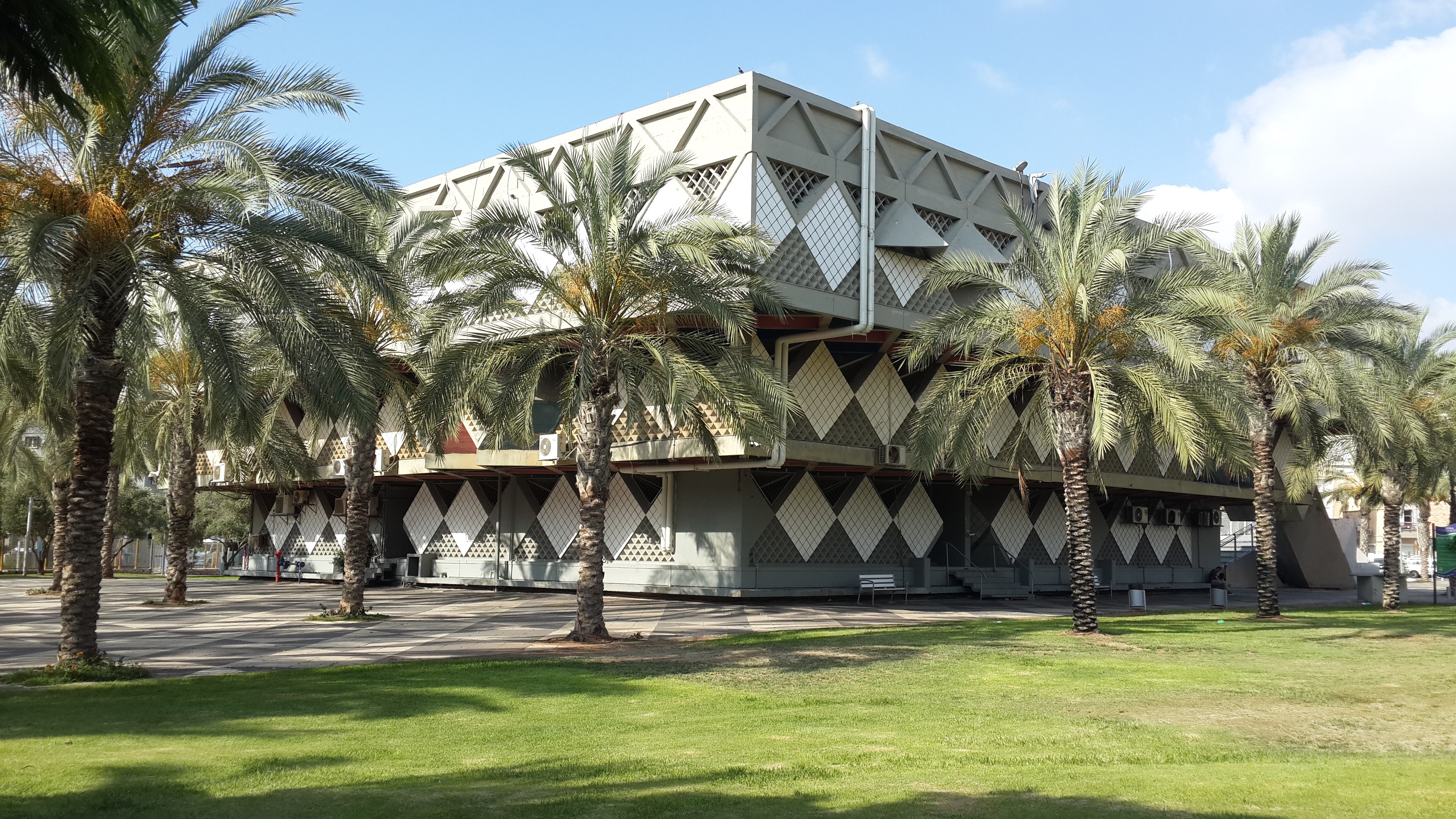
Városháza, Bat Jam
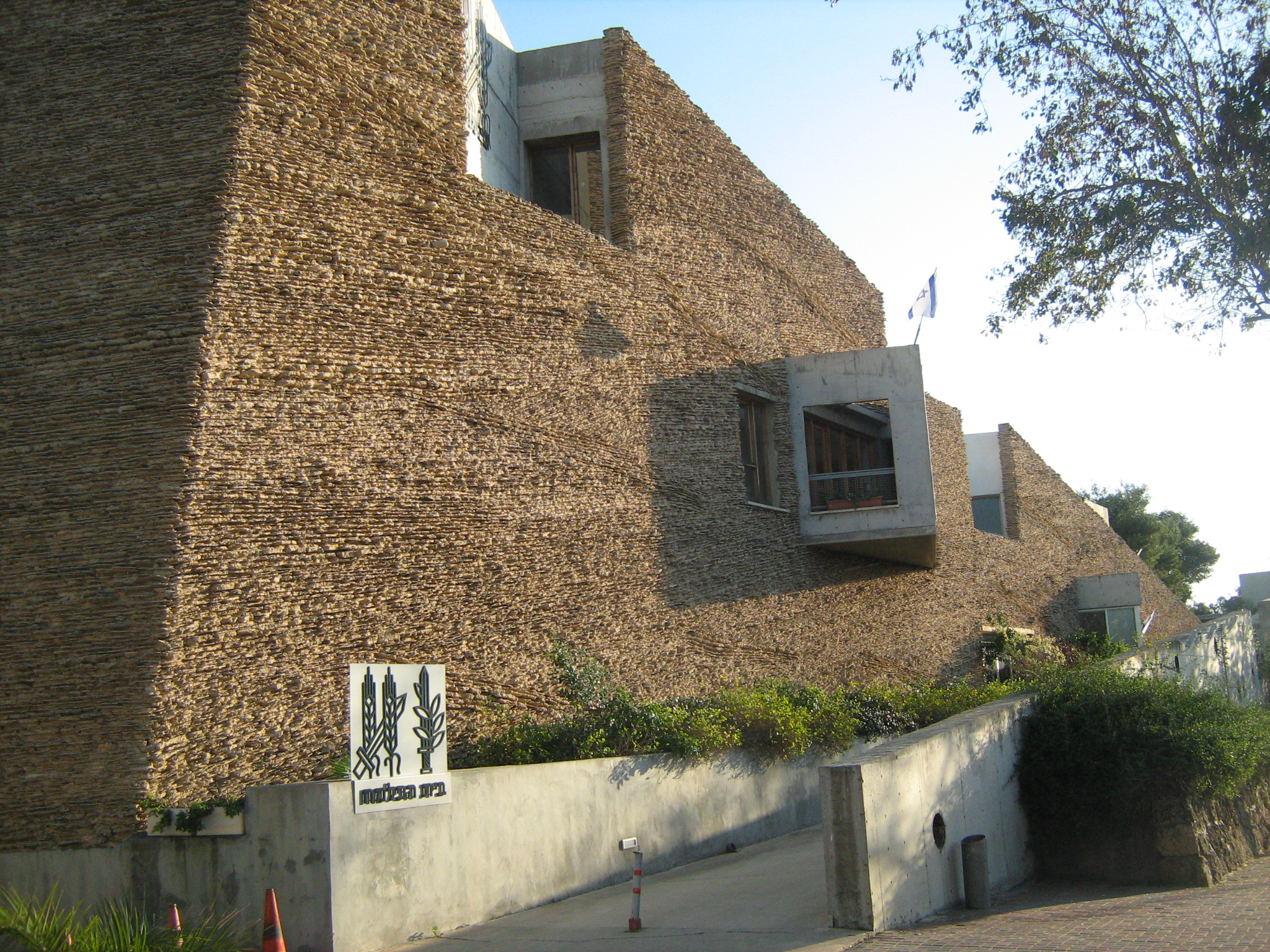
Palmach Múzeum, Tel-Aviv
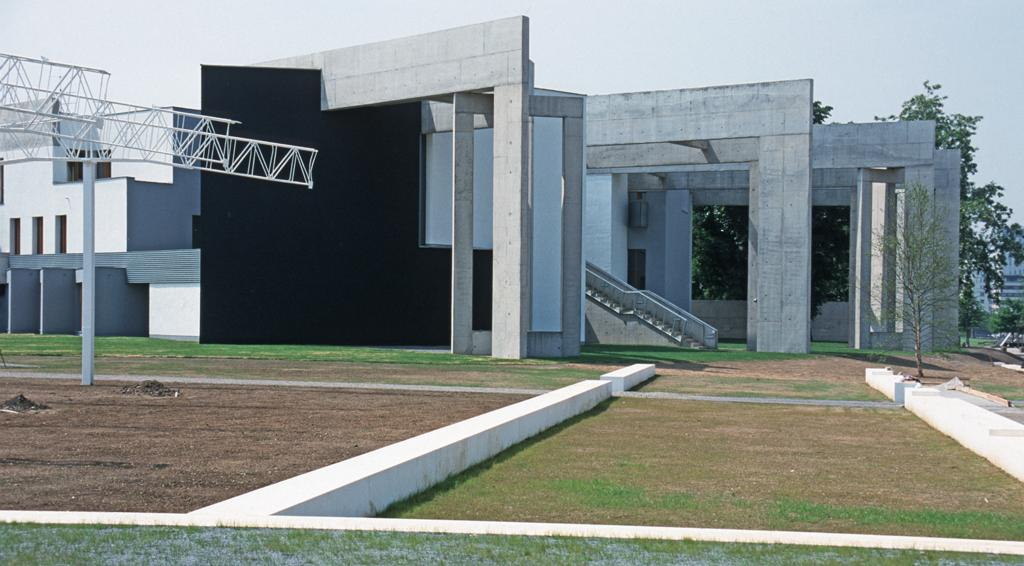
Zsidó közösségi központ, Duisburg

## Díjai, elismerései
- Német kritikusok díja(wd) (1995, a Heinz Galinski Iskoláért)
- Rechter-díj(wd) (1999)

## Fordítás
- Ez a szócikk részben vagy egészben  a   Zvi Hecker című angol Wikipédia-szócikk ezen változatának fordításán alapul.  Az eredeti cikk szerkesztőit annak laptörténete sorolja fel. Ez a jelzés csupán a megfogalmazás eredetét és a szerzői jogokat jelzi, nem szolgál a cikkben szereplő információk forrásmegjelöléseként.
- Ez a szócikk részben vagy egészben  a   Zvi Hecker című angol Wikipédia-szócikk ezen változatának fordításán alapul.  Az eredeti cikk szerkesztőit annak laptörténete sorolja fel. Ez a jelzés csupán a megfogalmazás eredetét és a szerzői jogokat jelzi, nem szolgál a cikkben szereplő információk forrásmegjelöléseként.